# Кошелювка (Плоцький повіт)
Кошелювка (пол. Koszelówka) — село в Польщі, у гміні Лонцьк Плоцького повіту Мазовецького воєводства.
Населення — 130 осіб (2011).
У 1975—1998 роках село належало до Плоцького воєводства.

## Демографія
Демографічна структура станом на 31 березня 2011 року:
|          | Загалом | Допрацездатний вік | Працездатний вік | Постпрацездатний вік |
| -------- | ------- | ------------------ | ---------------- | -------------------- |
| Чоловіки | 70      | 16                 | 50               | 4                    |
| Жінки    | 60      | 17                 | 36               | 7                    |
| Разом    | 130     | 33                 | 86               | 11                   |